# Hugo Alfvén

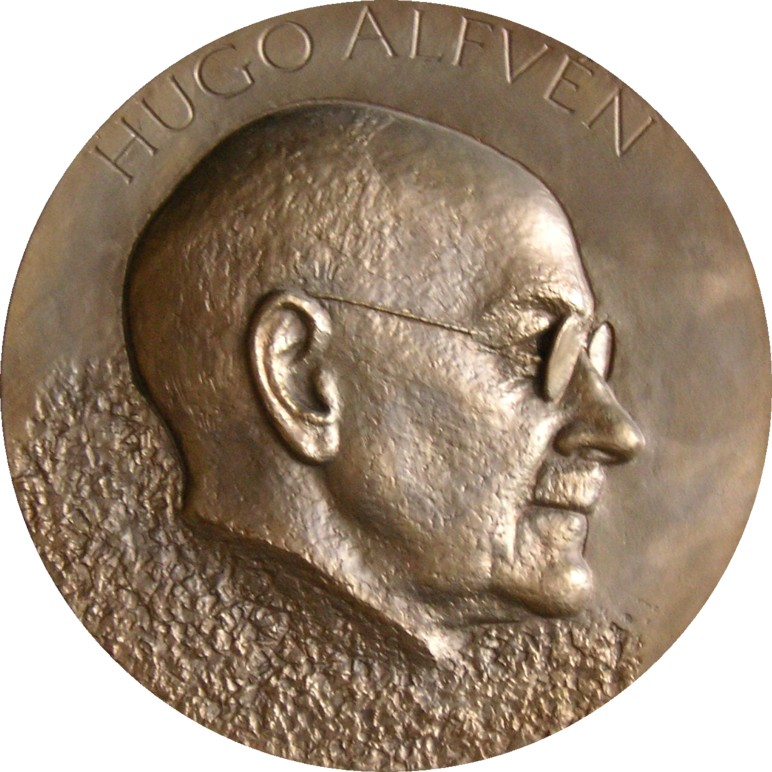
Bronzetafel mit dem Bild Hugo Alfvéns am Stadshuset in Stockholm

Hugo Emil Alfvén [ˌhʉːgʊ alˈveːn]  (* 1. Mai 1872 in Stockholm; † 8. Mai 1960 in Falun) war ein schwedischer Komponist und Dirigent.

## Leben
Nachdem Alfvén von 1887 bis 1891 am Stockholmer Konservatorium studiert hatte, setzte er seine Studien in den Bereichen Violine und Komposition privat fort. Daneben war er von 1890 bis 1892 Violinist an der Hofkapelle und trat danach solistisch auf. 1897 und 1898 erhielt er weiteren Violinunterricht bei César Thomson in Brüssel. In den folgenden Jahren konnte er dank eines Stipendiums durch Europa reisen und seine Studien dort fortsetzen.
Seit seiner Jugend hielt sich Alfvén mit seiner Familie im Sommer oft in den Stockholmer Schären auf. Alfvén war ein leidenschaftlicher Segler. Das Meer und die Schärenwelt wurden zu wichtigen Themen seiner musikalischen Werke: die Klavierstücke Skärgårdsbilder, die sinfonische Dichtung En Skärgårdssägen, die Sinfonie Nr. 4 Från Havsbandet. In der Sinfonie Nr. 2 sind das Meer und das Segeln im symbolistischen Sinne Bilder für Leben und Tod.
1902 hatte er in Sizilien Marie Krøyer kennengelernt, die Frau des dänischen Malers Peder Severin Krøyer, die er im Jahre 1912 heiratete. Die Ehe scheiterte und wurde nach einem langwierigen Prozess 1936 geschieden.
In den Jahren 1903 und 1904 war er vorübergehend Kompositionslehrer am Stockholmer Konservatorium. Außerdem reiste er als Gastdirigent durch viele europäische Länder. Als Dirigent führte Alfvén vorwiegend eigene Werke auf. Ab 1910 wirkte Alfvén als Director musices an der Universität Uppsala. Diesen Posten behielt er bis zum Jahre 1939. Um sich von seinen beruflichen Anstrengungen erholen zu können, errichteten sich Alfvén und Marie Krøyer in Tällberg am Siljanssee, Dalarna, ein Sommerhaus im dalekarlischen Stil. Während seiner zahlreichen Aufenthalte in Dalarna entstand eine tiefe Beziehung zu dieser schwedischen Landschaft, die in der Nationalromantik als „Hort der schwedischen Volkskultur“ verstanden wurde.
Auch als Chorleiter war er sehr aktiv, sowohl in Uppsala (Orphei Drängar) als auch in Dalarna, wo er die Leitung des Siljanschores übernahm. Für den Siljanschor arrangierte Alfvén schwedische Volkslieder und schrieb neue Kompositionen mit Anklängen an die schwedische Volksmusik. Mit beiden Chören unternahm Alfvén erfolgreiche Tourneen auch ins Ausland (bspw. Norwegen, USA). Nach der Scheidung von Marie Krøyer heiratete Alfvén 1936 Karin Wessberg, der er unter anderem die berühmte Elegie seiner Musik zum historischen Schauspiel Vi über Gustav II. Adolf widmete. Da Alfvén sein Haus in Tällberg im Verlauf der Trennung von Marie Krøyer aufgeben musste, erbaute er sich mit von der schwedischen Öffentlichkeit gesammelten Spenden ein neues Haus in Tibble bei Leksand am Dalälv. Dieses Haus ist heute ein Museum.
Alfvén, der als schwedischer Nationalkomponist angesehen wurde, wurde vielfach geehrt; er erhielt unter anderem 1917 die Ehrendoktorwürde der Universität Uppsala und wurde 1908 Mitglied der Königlichen Musikakademie in Stockholm. Neben seiner musikalischen Begabung besaß Alfvén ein großes Talent als Maler. Als Jugendlicher hatte er sich als Maler ausgebildet. Erhalten sind zahlreiche Aquarelle mit Landschaftsdarstellungen, einzelne Porträts und Selbstporträts. Außerdem war Hugo Alfvén ein begabter Erzähler: Er veröffentlichte selbst seine Memoiren in vier Bänden, die in flüssigem Stil von seinen zahlreichen Reisen und Abenteuern erzählen.

## Stil
In seiner Heimat machte sich Alfvén v. a. durch seine von der schwedischen Folklore inspirierten Kompositionen wie seinen Chorwerken oder seinem berühmtesten Werk, der Midsommarvaka (Schwedische Rhapsodie Nr. 1) op. 19, einen Namen. Mit seinen Sinfonien leistete Alfvén zwar einen bemerkenswerten Beitrag zur schwedischen Sinfonik, konnte sich jedoch als Sinfoniker in Schweden nur schwer etablieren. Vor allem seine vierte Sinfonie Från Havsbandet wurde wahrscheinlich auch wegen ihrer ausgesprochen deutsch beeinflussten spätromantischen Sprache im Ausland mehr geschätzt als zu Hause. In diesen Werken spielt die Volksmusik aber keine entscheidende Rolle (mit Ausnahme der Sinfonie Nr. 3, die in Italien entstanden ist und in deren langsamem Satz wehmütige Erinnerungen an die schwedische Heimat erklingen). Folkloristisches Material wird in der dritten Rhapsodie, der Dalarapsodi op. 47, sinfonisch dargeboten, sowie im Ballett Den förlorade sonen. Das Ballett Bergakungen (Der Bergkönig) vereint folkloristisches Material und außerordentliche Instrumentation zu einem Höhepunkt in seinem Schaffen. Daneben entstanden als Gelegenheitswerke zahlreiche Kantaten zu Jubiläen und anderen Festivitäten, die unter anderem auch mit der Funktion Alfvéns als Director Musices der Universität Uppsala verknüpft waren.
Alfvén war ein hervorragender Techniker, der kompositorische Finessen wie Kontrapunktik meisterhaft beherrschte. Er verfügte über eine brillante Instrumentation; insbesondere die äußerst differenzierten Klangfarben seiner Orchesterwerke sind mehr als beachtlich. Hier zeigt er sich einerseits von der französischen Spätromantik (die er von seinem Orchesterdienst an der Oper kennengelernt hatte) und andererseits von Richard Strauss beeinflusst, einem Komponisten, dem er ohnehin stilistisch recht nahestand. Insgesamt ist Alfvén zusammen mit Wilhelm Stenhammar und Wilhelm Peterson-Berger der markanteste Exponent der schwedischen Spätromantik. Seine Werke sind qualitativ herausragend; allerdings ließ seine Inspiration in späteren Jahren deutlich nach. Alfvén zählt zu den bedeutendsten Persönlichkeiten der schwedischen Musikgeschichte.

## Werke
- Orchesterwerke
  - Sinfonie Nr. 1 f-Moll op. 7 (1896/97, rev. 1904)
  - Sinfonie Nr. 2 D-Dur op. 11 (1897/98)
  - Sinfonie Nr. 3 E-Dur op. 23 (1905)
  - Sinfonie Nr. 4 c-Moll op. 39 „Från Havsbandet“ (Von den äußersten Schären) für Sopran, Tenor und Orchester (1918/19)
  - Sinfonie Nr. 5 a-Moll op. 54 (1942, 1952/53)
  - „En skärgårdssägen“ (Eine Schärensage), Tondichtung op. 20 (1904)
  - „Midsommarvaka“ (Mittsommerwache), Schwedische Rhapsodie Nr. 1 op. 19 (1903)
  - „Uppsalarapsodi“ (Uppsala-Rhapsodie), Schwedische Rhapsodie Nr. 2 op. 24 (1907)
  - „Dalarapsodi“ (Dala-Rhapsodie), Schwedische Rhapsodie Nr. 3 op. 47 (1931)
  - Drapa op. 27 (1908)[1]

- Bühnenwerke
  - „Bergakungen“ (Der Bergkönig), Ballett op. 37 (1916–23)
  - „Den förlorade sonen“ (Der verlorene Sohn), Ballett (1957)

- Vokalmusik
  - 9 Kantaten für Soli, Chor und Orchester
  - Chöre, z. B. „Morgendämmerung am Meer“ (1933)
  - etwa 60 Volksliedbearbeitungen für Chor
  - etwa 50 Lieder

- Klavier- und Kammermusik
  - „Skärgårdsbilder“ (Bilder aus den Schären), 3 Klavierstücke op. 17 (1901/02)
  - Nocturne Cis-Dur für Klavier (1911)
  - „Il primo amore“, Walzer für Klavier (1937)
  - Violinsonate op. 1 (1895)

## Tondokumente
- Hugo Alfvén, Kantaten op. 31 & 45, Malmö Opera Orchestra & Choir, Sterling 2003
- Hugo Alfvén, The symphonies & rhapsodies, Royal Stockholm Philharmonic orchestra, BIS 2004
- Hugo Alfvén, Filmmusik, Norrköping Symphony Orchestra, Helsingborg Symphony Orchestra, Sterling 2012

### Hugo Alfvén als Dirigent
- Sinfonie Nr. 2, Allegro, Radiotjänsts symfoniorkester, Aufnahme 1945 [Phono Suecia, PSCD 109]
- Sinfonie Nr. 3, Konsertföreningens symfoniorkester, Aufnahme 1947 [Phono Suecia, PSCD 109]
- Sinfonie Nr. 4, „Från havsbandet“, Birgit Nilsson, Sopran und Einar Andersson, Tenor, Konsertföreningens symfoniorkester, Aufnahme 1947 [Phono Suecia, PSCD 109]
- Midsommarvaka, Stockholms radioorkester, Aufnahme 1940 [Phono Suecia, PSCD 109]
- Midsommarvaka, Hovkapellet, Aufnahme 1954 [Swedish Society, SCD 1003]
- Dalarapsodi, Stockholms radioorkester, Aufnahme 1940 [Phono Suecia, PSCD 109]
- En skärgårdssägen, Stockholms konsertförenings orkester [Phono Suecia, PSCD 79]
- Den förlorade sonen, Hovkapellet, Aufnahme 1957 [Swedish Society, SCD 1003]

### Radiointerviews
- Interview anlässlich der Einspielung der Midsommarvaka mit der Hovkapellet 1954, Hugo Alfvén erzählt über die Entstehung und das Programm der Tondichtung, aufgenommen am 8. Oktober 1954 [Swedish Society, SCD 1003]